# Quinby (Caroline du Sud)
Pour les articles homonymes, voir Quinby.
Quinby est une ville du comté de Florence en Caroline du Sud, aux États-Unis. Elle fait partie de l'agglomération de Florence.

## Démographie
| 1970 | 1980 | 1990 | 2000 | 2010 | - |
| ---- | ---- | ---- | ---- | ---- | - |
| 788  | 952  | 865  | 842  | 932  | - |